# Liste der Monuments historiques in Lantic
Die Liste der Monuments historiques in Lantic führt die Monuments historiques in der französischen Gemeinde Lantic auf.

## Liste der Bauwerke
| Bezeichnung                                | Beschreibung              | Standort | Kennzeichnung | Schutzstatus | Datum | Bild           |
| ------------------------------------------ | ------------------------- | -------- | ------------- | ------------ | ----- | -------------- |
| Kapelle Notre-Dame-de-la-Cour und Calvaire | Erbaut im 15. Jahrhundert | (Lage)   | PA00089296    | Classé       | 1907  | weitere Bilder |

## Liste der Objekte

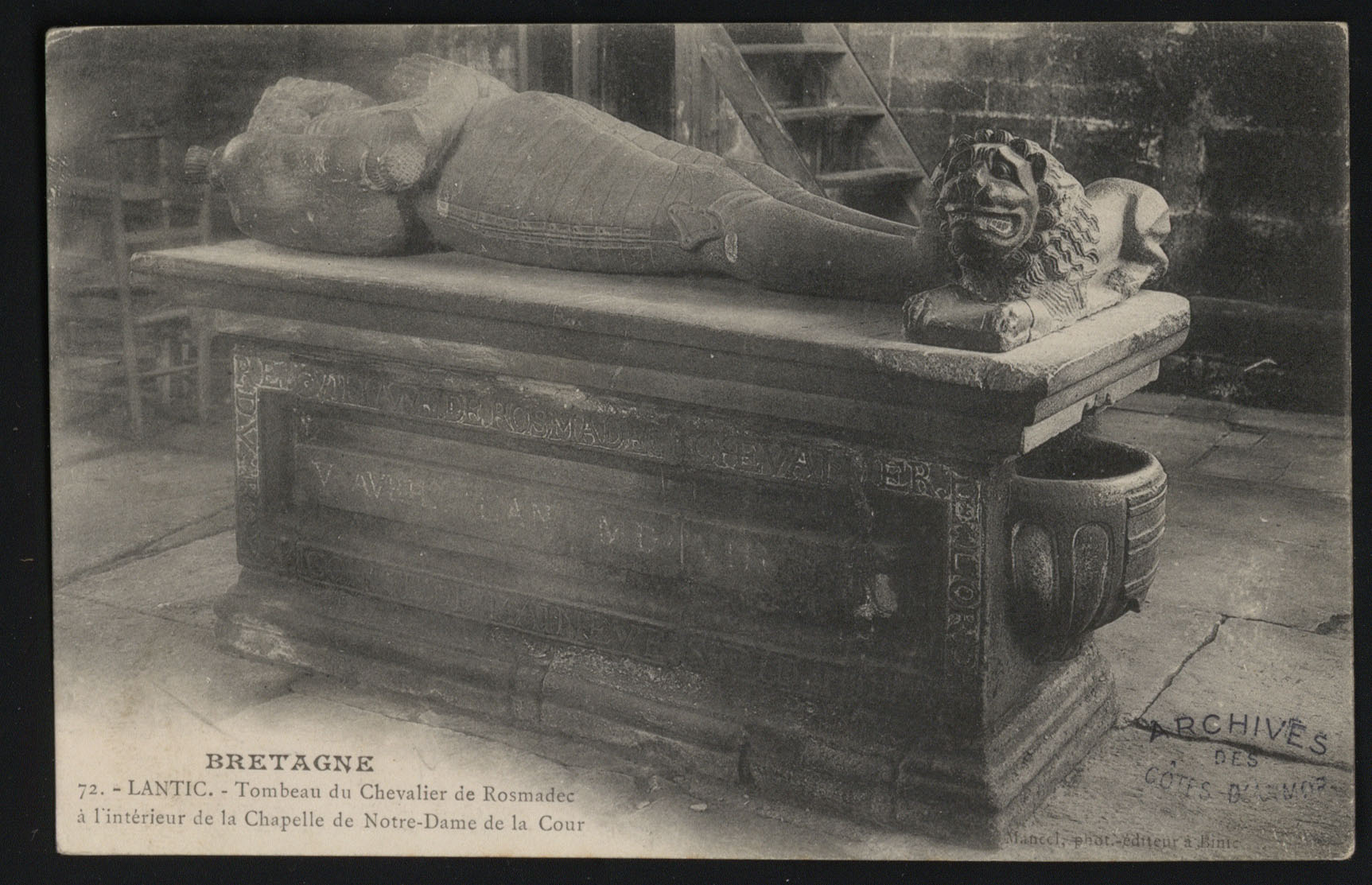
Grab von Guillaume de Rosmadec in der Kapelle Notre-Dame-de-la-Cour

- Monuments historiques (Objekte) in Lantic in der Base Palissy des französischen Kultusministeriums